# 차폐 금속 아크 용접

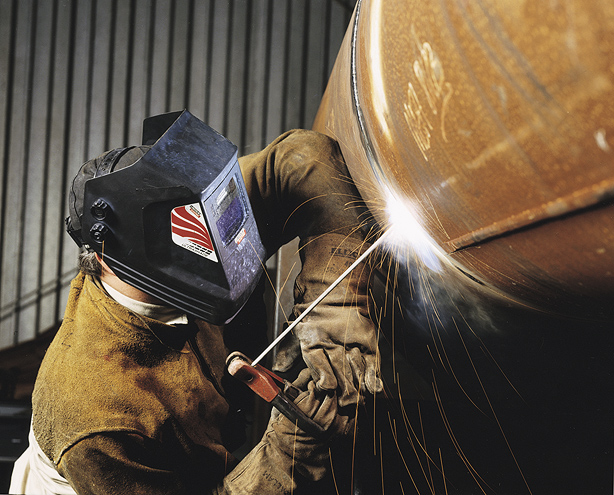

수동 금속 아크 용접(manual metal arc welding, MMA 또는 MMAW)으로도 알려진 차폐 금속 아크 용접(Shielded metal arc welding, SMAW)은 자속 차폐 아크 용접 또는 비공식 스틱 용접과 같이 자속에 덮여있는 소모성 전극을 사용하는 아크 용접 공정이다. 전류는 용접 전원에서 직류 또는 교류 중 하나의 형태로 결합될 전극과 금속 사이에 전기 아크를 형성하는데 사용된다.

## 작동

전기 아크를 타격하기 위해 전극은 약간 뒤로 당겨지면서 매우 가벼운 접촉으로 작업물과 접촉하게 된다. 이것은 아크와 소모성 전극의 용융을 시작하고, 전극의 액이 용탕으로 전달되게 한다.